# Parafia Cudownego Zbawiciela w Rogawce
Parafia Cudownego Zbawiciela – parafia prawosławna w Rogawce, w dekanacie Siemiatycze diecezji warszawsko-bielskiej.
Na terenie parafii funkcjonuje jedna cerkiew:
- cerkiew Cudownego Zbawiciela w Rogawce – parafialna

## Historia
Parafia została erygowana dekretem metropolity Bazylego z dnia 16 sierpnia 1996 po wydzieleniu z parafii Świętych Apostołów Piotra i Pawła w Siemiatyczach. Świątynią parafialną została drewniana cerkiew cmentarna, wzniesiona w 1858. Nabożeństwa odprawiane są w każdą niedzielę oraz główne cerkiewne święta.
W latach 1998–2000 w pobliżu cerkwi wzniesiono dom parafialny.
Uroczystość parafialna obchodzona jest 16 sierpnia (29 sierpnia według starego stylu) – w dzień Trzeciego Spasa, upamiętniający przeniesienie z Edessy do Konstantynopola cudownej ikony Zbawiciela na Chuście w 944.
Parafia swoim zasięgiem obejmuje Rogawkę, Cecele, Klukowo i Krupice.

## Wykaz proboszczów
- 1996–2013 – ks. Borys Domaracki
- od 2013 – ks. Radion Wołosiuk